# ФК Рекреативо
Фудбалски клуб Рекреативо је фудбалски клуб из насеља Чесма у Бањалуци, који се такмичи у оквиру Регионалне лиге Републике Српске.

## Историја
Фудбалски клуб Рекреативо се налази у насељу Чесма у Бањалуци и тренутно се такмичи у Регионалној лиги Запад.
Клуб је основан 4.8.2009. године, када је група ентузијаста након гашења локалног фудбалског клуба „Синђелић“ због административно-финансијских проблема одлучила да не дозволи да насеље Чесма са више од 5.000 становника остане без јединог спортског колектива и јединог садржаја за дјецу и омладину.
Око 15-ак момака одлучило је да уложи средства и оснује нови клуб који је назван „Рекреативо“, не по узору на славни клуб из Шпаније, већ како би се нагласила физичка (не)спремност играча. Врло брзо окупљена је такмичарска екипа, направљен је лого клуба и завршен процес регистрације код свих надлежних институција.
ФК Рекреативо је јединствен по томе што нема тренера, оружара, ни уобичајену администрацију, али зато има групу момака који сами организују све, региструју играче, набављају опрему, косе терен, воде тренинге. Све се ради на добровољној основи и уз договор, а клуб финансирају сами играчи (надамо се да ће убрзо бити и неки спонзор).
Формалну управу клуба чине сами играчи: Горан Арбутина (предсједник клуба), Бојан Ковачић (потпредсједник), Игор Шакић (секретар), Бобан Ковачић (предсједник ИО) и Ненад Врањковић (предсједник Скупштине).
Осим сениорске екипе, ФК Рекреативо има и школу фудбала за дјецу.
ФК Рекреативо је најпознатији по томе што је његов почасни предсједник чувени фронтмен „Забрањеног пушења“ и „Но смокинг орцхестра“ - Др Неле Карајлић.
Чланови Рекреатива су одлучили да свој стадион назову „др Неле Карајлић“ и 28.11.2009, таблу са овим именом свечано је открио лично Др Неле Карајлић. Овај свјетски познати музичар том приликом проглашен је за почасног предсједника клуба и амбасадора клуба у свијету, а ова титула припала је и чувеном режисеру Емиру Кустурици.
Већ сљедећег дана, Неле Карајлић и Емир Кустурица појавили су се на концерту у Бањалуци у мајицама Рекреатива, а врло брзо то је постала пракса чланова Но Смокинг Орцхестра и они сада често носе мајице Рекреатива на концертима широм свијета.
Осим Нелета Карајлића и Емира Кустурице, почасни чланови Рекреатива су бројне свјетске звијезде које су потписале чланске карте и подржали Фк Рекреативо међу којима су Лео Меси, Роналд де Бур, Бора Милутиновић, Руд Гулит, Валентино Роси, Рубенс Барикело, Јелена Јанковић, Ратко Николић, Милорад Чавић, Јанко ТипсаревићБјорн Борг, Франческо Толдо, Никола Карабатић, Раул Гонзалез и многи други.

## Навијачка група - Громада
Одмах по оснивању клуба, окупила се и група навијача под именом Громада, без које су сада незамисливе утакмице Рекреатива.
Ова навијачка група бодри клуб, како на домаћим утакмицама, тако и на гостовањима, пјевају се искључиво оригиналне пјесме о Рекреативу, а направљено је и неколико транспарената на којима би им позавидјеле и веће навијачке групе.

## Хуманитарни рад
Иако и сами у врло тешкој финансијској ситуацији, чланови Рекреатива труде се да буду друштвено и социјално ангажовани, о чему свједоче и акције које су спроведене и које ће тек бити реализоване.
Почетком 2010. године, ФК Рекреативо је израдио флуоресцентне саобраћајне тракице за руке за све ученике подручне школе „Борисав Станковић“ у насељу Чесма, како би на тај начин њихов пут од школе до куће учинио бар мало сигурнијим у вечерњим часовима.
Чланови Рекреатива су у септембру 2010. изградили дјечје игралиште (љуљачке, тобогани, клацкалице, вртуљак…) поред стадиона Др Неле Карајлић у Чесми, а у децембру 2010. године организована је акција добровољног давања крви у Заводу за трансфузијску медицину РС у Бањој Луци.
Омладинске селекције ФК Рекреативо су у октобру 2015. на позив ФК Барселона гостовали у Барселони и одиграли двије пријатељске утакмице у чувеној академији "Ла Масија" са омладинским селекцијама славног шпанског клуба.